# Анценськ
А́нценськ (рос. Анценск) — присілок у складі Вікуловського району Тюменської області, Росія.
Населення — 18 осіб (2010, 24 у 2002).
Національний склад станом на 2002 рік:
- естонці — 79 %